# Marcel Lejoly
Marcel Lejoly (* 25. Februar 1948 in Raeren; † 16. August 2024 in Raeren) war ein belgischer Politiker der Sozialistischen Partei.

## Leben und Wirken
Nach seiner Schulzeit studierte Lejoly an der Universität Lüttich Geschichte und Pädagogik für Lehramt. Anschließend erhielt er ab 1970 eine Anstellung am Königlichen Athenäum in Eupen.
Schon früh zog es Lejoly in die Politik und er trat in den 1970er-Jahren der sozialistischen Partei Belgiens bei, deren ostbelgischen Regionalverband er eine Zeit lang leitete. Als Vertreter seiner Partei vertrat er von 1981 bis 1989 als gewählter Abgeordneter die Interessen der Ostbelgier im Parlament der Deutschsprachigen Gemeinschaft, das er bis 1984 noch als „Rat der Deutschsprachigen Gemeinschaft“ fungierte. Dort gehörte er von 1981 bis 1984 und von 1986 bis 1989 zum Präsidium des Parlaments. Zwischenzeitlich war Lejoly von 1984 bis 1986 Minister für Jugend, Erwachsenenbildung, Kulturerbe und Medien in der ersten exekutiven Regierung der Deutschsprachigen Gemeinschaft nach der zweiten großen Staatsreform Belgiens von 1983 unter dem Ministerpräsidenten Bruno Fagnoul. Darüber hinaus saß Lejoly von 1983 bis 1988 im Gemeinderat von Raeren.
Nach seiner Parlamentszeit übernahm Lejoly von 1989 bis zu seiner Pensionierung im Jahr 2008 das Amt des stellvertretenden Bezirkshauptmanns der Ostkantone, früher auch als „Kanton Eupen-Malmedy-St. Vith“ bezeichnet, in dem die neun deutschsprachigen Gemeinden mit Sitz in Malmedy zusammengefasst sind. Als solcher leitete er unter anderem den Zentralen Übersetzungsdienst des Föderalen Öffentlichen Innendienstes in Malmedy. Darüber hinaus engagierte sich Lejoly ehrenamtlich im Vorstand des Töpfereimuseums Raeren, dessen Leitung er von 1992 bis 2007 innehatte.